# Motoko Mizuno
Pour les articles homonymes, voir Mizuno (homonymie).
Motoko Mizuno (水野 素子, Mizuno Motoko), née le 9 avril 1970, est une femme politique japonaise, représentant la préfecture de Kanagawa à la Chambre des conseillers du Japon pour le Parti démocrate constitutionnel japonais.

## Jeunesse, études et carrière pré-électorale
Motoko naît le 9 avril 1970, à Asahi, dans la préfecture de Toyama. Elle passe sa jeunesse dans la préfecture de Saitama, dans la ville de Kuki. Elle effectue ses études à Tokyo, et obtient son diplôme de droit de l'université de Tokyo en 1994. Elle effectue une maîtrise complémentaire en droit à l'université de Leyde.
Elle rejoint ensuite l'agence d'exploration aérospatiale japonaise. Motoko y travaille pendant 28 ans, notamment sur la planification des politiques juridiques et sur les négociations internationales concernant la station spatiale internationale. En parallèle, elle dispense également des cours de droits dans différentes universités japonaises.

## Carrière électorale
Mizuno commence sa carrière électorale en 2019, sous l'investiture du Parti démocrate du Japon lors des élections à la Chambre des conseillers du Japon de 2019, où elle axe sa campagne autour des problèmes rencontrés par les Japonais autour de la garde d'enfants ,. Elle n'est pas élue à la suite de ce scrutin. En 2020, Mizuno est également désignée candidate par le Parti démocrate constitutionnel pour les élections législatives de 2021, dans la seizième circonscription de Tokyo, qui correspond à l'arrondissement spéciale d'Edogawa. Encore une fois, elle échoue à se faire élire à la suite de ce scrutin.
En 2022, le PDC annonce nommer Mizuno en tant que deuxième nom de la liste des élections à la Chambre des conseillers du Japon de 2022, dans la circonscription électorale de Kanagawa. Elle se fait élire à l'issue de ce scrutin, et fait son entrée à la Diète du Japon. Elle rejoint ainsi plusieurs commissions de la Chambre des conseillers, comme celle des affaires étrangères et de la défense, ou celle du budget.
En 2024, Mizuno est annoncée comme candidate une nouvelle fois à sa succession, toujours dans la circonscription de Kanagawa, et est cette fois en concurrence avec une autre candidate du PDC, Hiroe Makiyama. Finalement, après des révélations de la part de la presse japonaise de harcèlement envers ses assistants parlementaires, Mizuno annonce retirer sa candidature, laissant Makiyama seule candidate du PDC dans la préfecture.

## Prises de positions
Comme la majorité des conseillers démocrates, elle s'oppose à une révision de la constitution du Japon. Elle est également opposée à l'utilisation de l'énergie nucléaire, qu'elle soit militaire ou civile, et souhaite favoriser grandement les énergies renouvelables.
Sur des questions sociétales, elle se déclare favorable à l'ouverture du mariage aux couples homosexuels, et à la mise en place d'un système de quotas en politique afin de favoriser les femmes. Sur les sujets relatifs à la famille impériale, elle annonce être favorable à l'ascension au trône du Japon d'une femme, et déclare souhaiter que les femmes de la famille impériale conservent leurs titres, même après leurs mariages.

## Vie privée
Elle est mère de deux enfants.